# Championella
Championella es un género de plantas con flores perteneciente a la familia Acanthaceae. El género tiene 10 especies de hierbas, distribuidas principalmente por China y raramente en Japón y Vietnam.

## Taxonomía
El género fue descrito por Cornelis Eliza Bertus Bremekamp y publicado en Verhandelingen der Koninklijke Nederlandsche Akademie van Wetenschappen. Afdeeling Natuurkunde; Tweede Sectie 41(1): 150. 1944. La especie tipo es: Championella tetrasperma (Champ. ex Benth.) Bremek. 

## Especies seleccionadas
- Championella coreana
- Championella dalzielii
- Championella debilis
- Championella japonica
- Championella labordei